# 桑德里娜·巴伊

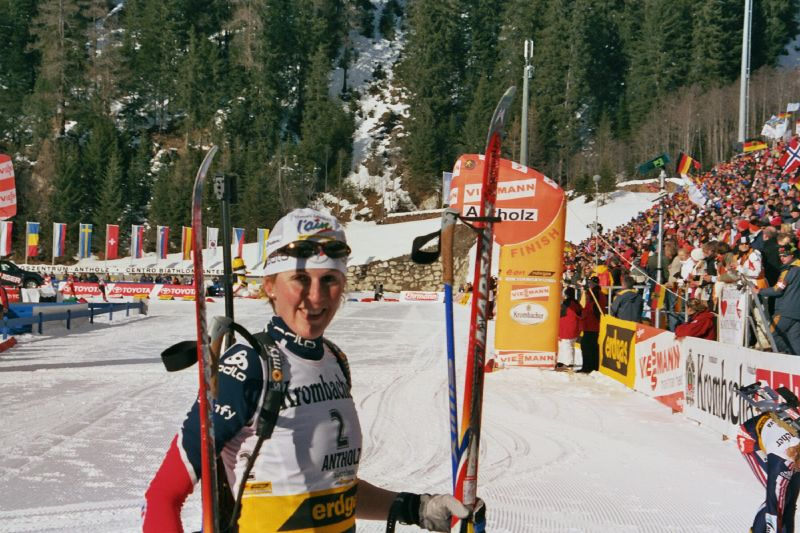
桑德里娜·巴伊

桑德里娜·巴伊（法語：Sandrine Bailly，1979年11月25日—），法国女子冬季两项运动员。她曾代表法国参加2002年、2006年和2010年冬季奥林匹克运动会冬季两项比赛，共获得一枚银牌和一枚铜牌。